# Quinctius Flamininus
Quinctius Flamininus ist der Name einer römischen Familie, eines Zweigs der patrizischen gens Quinctia, der das Cognomen Flamininus (ursprünglich „Sohn eines Flamen“, dann erblich geworden) trug.
Bekanntester Namensträger ist Titus Quinctius Flamininus, der im Zweiten Makedonischen Krieg Philipp V. besiegte.
Weitere Namensträger sind:
- Gaius Quinctius Flamininus, Prätor 177 v. Chr.
- Lucius Quinctius Flamininus, Konsul 192 v. Chr.
- Titus Quinctius Flamininus, Konsul 150 v. Chr.
- Titus Quinctius Flamininus (Sohn des letzteren), Konsul 123 v. Chr.